# José Eduardo Valenzuela
José Eduardo Valenzuela Ulloa (Madrid, 30 de marzo de 1928) es un filólogo, escritor y dramaturgo español.

## Obra

### Novelas
- Como a dos voces (El Paisaje, 1985) (ISBN 978-84-7541-789-9)
- Sobre viejos veranos (Orígenes, 1991) (ISBN 978-84-7825-032-5). Ayuda a la creación literaria del Ministerio de Cultura de España.[2]
- Desde el limbo (inédito)[3]
- Grita, cuerpo, mis ochenta (Endymion, 2010) (ISBN 978-84-7731-500-1)
- Desde mi vida (inédito, 2013)[4]

### Teatro
Al menos dos obras de teatro:
- ¿Por qué se hundió Amarante? (inédito, 1954)[5]
- Coré (Asociación de Autores de Teatro, 2015) (ISBN 978-84-96837-26-3)

### Relatos cortos
- La Esperanza (incluido en Todo o nada, Akrón, 2009) (ISBN 978-84-936505-7-5)
- De este y de otros mundos (Ediciones de la Torre, 2011) (ISBN 978-84-7960-786-9)

### Epistolario
- ¡Ai, Ourense, Ourense...! (Ayuntamiento de Orense, 2006)[6] (ISBN 84-87623-54-9)